# Nissan R’nessa
Nissan R`nessa  — универсал повышенной вместимости, выпускавшийся концерном Nissan с 1997 по 2001 год для внутреннего японского рынка. Производитель позиционировал этот автомобиль как универсал, в то же время по габаритам и возможностям трансформации Nissan R`nessa больше напоминает минивэн.

## Конструкция
Nissan R`nessa оснащалась тремя бензиновыми двигателями. Двухлитровый атмосферный SR20DE устанавливались только на переднеприводные автомобили, а 2,4-литровый KA24DE и турбированный SR20DET — на полноприводные модификации. Автомобиль производился как с гидротрансформаторной четырёхступенчатой трансмиссией, так и с вариатором (кроме полноприводных версий).
Передняя подвеска универсала является однорычажной типа «Макферсон», задняя — независимая двухрычажная у полноприводной версии (у переднеприводной — полунезависимая на двух продольных рычагах). Передние тормозные механизмы у Nissan R`nessa дисковые, задние — барабанные.

## Возможности трансформации салона
Все модификации этой модели являются пятиместными. Задние кресла имеют продольную регулировку и возможность установки угла наклона спинки. Передние кресла могут поворачиваться в диапазоне 180 градусов. В некоторых модификациях имеются двигающийся по «рельсам» подлокотник, который превращается в столик и задняя полка с поднимающимися крышками и возможностью при необходимости быстрого демонтажа. Расстояние между передними сиденьями в Nissan R`nessa составляет порядка 200 мм.